# Hidden City
Pour le film homonyme, voir The Hidden City.
Albums de The Cult
Choice of Weapon
(2012) Under the Midnight Sun
(2022)
Hidden City est le dixième album studio du groupe de rock anglais The Cult sorti le 5 février 2016.

## Contexte et enregistrement
Hidden City clôt une trilogie débutée avec Born into This en 2007 et poursuivie avec Choice of Weapon sorti en 2012.
Après le départ du bassiste Chris Wyse, le groupe est réduit à un trio formé de Ian Astbury au chant, Billy Duffy à la guitare et John Tempesta à la batterie. C'est Chris Chaney, membre du groupe Jane's Addiction, qui joue de la basse sur la majorité des titres de l'album. Après l'enregistrement, le poste officiel de bassiste revient finalement à Grant Fitzpatrick tandis que Damon Fox est intégré comme claviériste et guitariste rythmique.
C'est la cinquième fois que le groupe travaille avec Bob Rock comme producteur d'un album.
La chanson Deeply Ordered Chaos a été écrite juste après l'attentat contre Charlie Hebdo en janvier 2015. Associée à un clip vidéo coréalisé par Ian Astbury et Juan Azulay, et dévoilé en décembre 2015, il s'agit d'un hommage aux victimes des attentats de janvier 2015 et des attentats du 13 novembre 2015 en France. Ian Astbury a expliqué que les images de la vie sauvage et de l'espace montrées dans la vidéo étaient utilisées comme un contrepoids aux images violentes qui abondent dans les médias.
Le titre de la chanson vient d'une citation du peintre britannique Francis Bacon : « I believe in deeply ordered chaos »,.

## Liste des titres
Tous les titres sont écrits et composés par Ian Astbury et Billy Duffy, sauf mentions contraires.
| No  | Titre                | Auteur                       | Durée |
| --- | -------------------- | ---------------------------- | ----- |
| 1.  | Dark Energy          |                              | 4:26  |
| 2.  | No Love Lost         |                              | 3:13  |
| 3.  | Dance the Night      |                              | 4:15  |
| 4.  | In Blood             |                              | 4:48  |
| 5.  | Birds of Paradise    | - Duffy - Bob Rock - Astbury | 6:26  |
| 6.  | Hinterland           |                              | 5:06  |
| 7.  | G O A T              |                              | 3:18  |
| 8.  | Deeply Ordered Chaos |                              | 4:32  |
| 9.  | Avalanche of Light   |                              | 4:31  |
| 10. | Lilies               | - Duffy - Rock - Astbury     | 4:16  |
| 11. | Heathens             |                              | 3:39  |
| 12. | Sound and Fury       |                              | 3:54  |

## Musiciens
- Ian Astbury : Chant, tambourin, guitare additionnelle
- Billy Duffy : Guitare
- John Tempesta : Batterie

musiciens additionnels
- Chris Chaney : Basse
- Bob Rock : Basse sur Dance the Night, Birds of Paradise et Deeply Ordered Chaos, guitares additionnelles
- Jamie Muhoberac : Piano et claviers
- Dan Chase : Batterie additionnelle sur Sound and Fury

## Classements hebdomadaires
| Classement (2016)                         | Meilleure place |
| ----------------------------------------- | --------------- |
| Allemagne (Media Control AG)              | 51              |
| Australie (ARIA)                          | 42              |
| Autriche (Ö3 Austria Top 40)              | 69              |
| Belgique (Flandre Ultratop)               | 83              |
| Belgique (Wallonie Ultratop)              | 71              |
| Canada (Canadian Albums Chart)            | 80              |
| Écosse (OCC)                              | 16              |
| Espagne (Promusicae)                      | 41              |
| États-Unis (Billboard 200)                | 153             |
| États-Unis (Billboard Alternative Albums) | 9               |
| États-Unis (Billboard Top Rock Albums)    | 13              |
| France (SNEP)                             | 143             |
| Italie (FIMI)                             | 66              |
| Pays-Bas (Mega Album Top 100)             | 36              |
| Portugal (AFP)                            | 41              |
| Royaume-Uni (UK Albums Chart)             | 19              |
| Royaume-Uni (UK Rock and Metal Chart)     | 1               |
| Suisse (Schweizer Hitparade)              | 50              |